# 통일뉴스
통일뉴스(대표이사 이계환)는 시민운동가 출신의 이계환(李桂煥) 씨 등이 중심이 되어 2000년 10월 31일 창간한 인터넷신문으로, 통일전문 정론지를 지향하고 있다. 

## 개요
통일뉴스는 시험 운영을 거쳐 2000년 10월 31일자로 창간한 인터넷신문이다.
경실련 통일협회 고문 김남식 씨와 전 말레이시아 대사 손장래 씨, 고려대 명예교수 강만길 씨, 고 문익환 목사의 부인 박용길 장로 등이 상임고문으로 참여했고, 노동문제연구가 김금수 씨, 통일운동가 노중선 씨, 명진 스님, 문규현 신부, 오충일 목사 등이 고문을 맡았다. 30∼40대의 전문가와 통일문제에 관심이 높은 일반인들도 대거 참여하고 있다.

## 정체성
국내 유일의 인터넷 통일전문 정론지임을 자임하면서, “6·15선언에 담긴 민족주의를 구현하는 신문이 되겠다”고 한다. 이계환 대표는 “4월 혁명 때 <민족일보>가 있었다면 6.15공동선언시대에는 <통일뉴스>가 있다”면서 “<민족일보>의 민족자주와 평화통일이라는 사시가 <통일뉴스>와 일맥상통한 것을 보더라도 맥을 이은 것은 당연하다”면서 <민족일보>의 얼을 잇겠다고 선언했다.
민족화해의 소식을 전하고 특히 해외동포에게는 고국 소식을 전하는 민족의 언론, 남·북·해외동포간의 열린 네트워크를 지향하면서 민족문제와 통일문제에 대해 새로운 정보를 제공하는 대안언론을 지향한다.

## 상임고문
- 강만길 (친일반민족행위진상규명위원회 위원장)
- 김민하 (통일고문회의 고문, 전 민주평통 수석부위원장)
- 노중선 (통일자료실 대표)
- 이활용 (재미 자유기고가)

## 같이 보기
- 민족일보
- 민중의 소리
- 프레시안
- 레디앙